# Pierce Adolphus Simpson

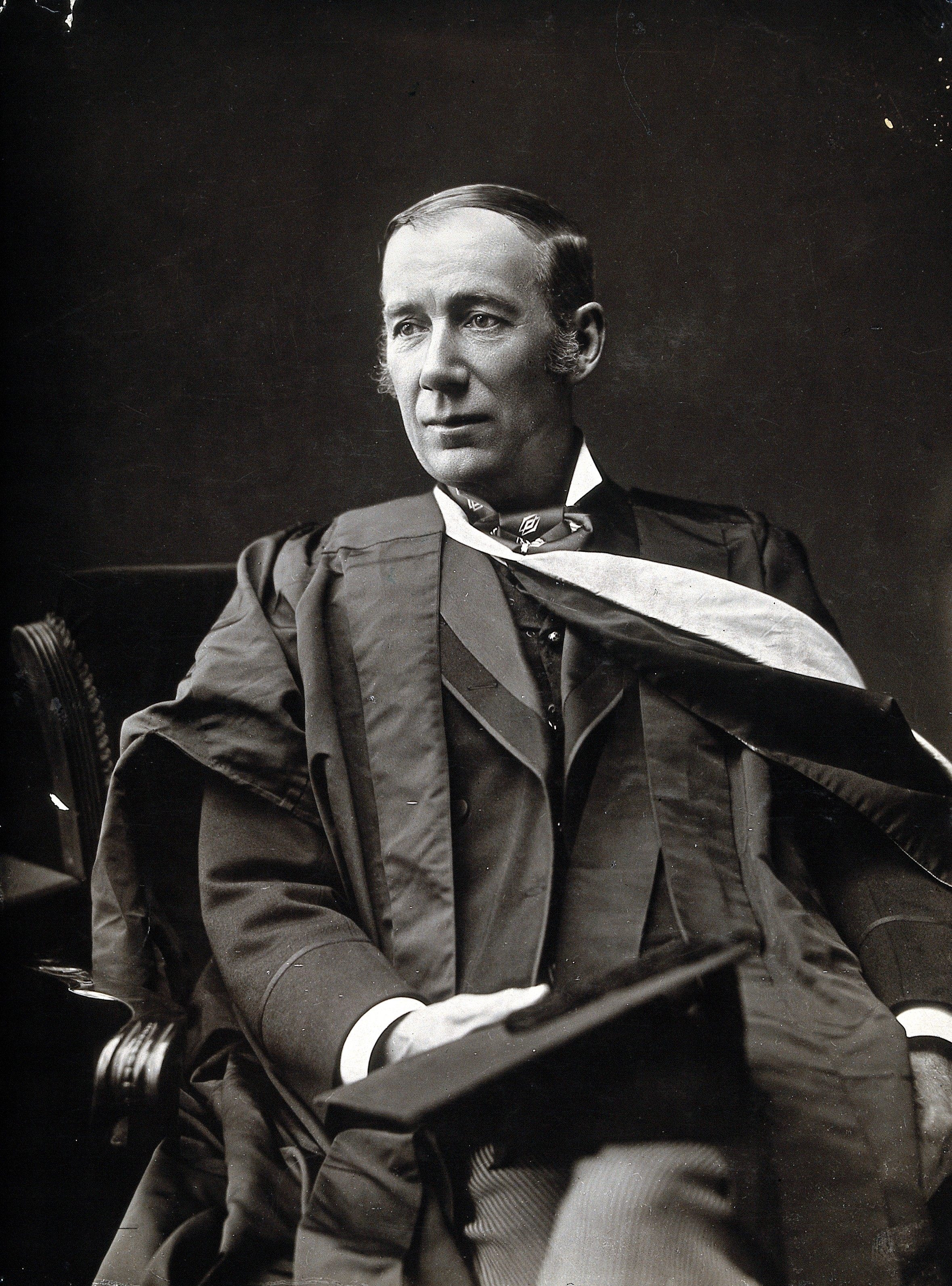
Pierce Adolphus Simpson

Pierce Adolphus („Paddy“) Simpson (* 1. März 1837 in Irland; † 11. August 1900) war ein Arzt und Regius Professor of Forensic Medicine an der University of Glasgow.

## Leben
Simpson wurde in Irland als Sohn des Rechtsanwalts Robert Simpson geboren. Er studierte Mathematik an der University of Cambridge, wo er mit einem M.A. abschloss. In Edinburgh erwarb er sich die Qualifikation als Arzt, M.D. (1861), und siedelte in den 1860er Jahren nach Glasgow um, wo er eine Praxis eröffnete. 1866 wurde er zum Professor of Medical Jurisprudence am Anderson’s College berufen und lehrte dort, bis er 1872 als Nachfolger von Harry Rainy auf die Regius Professur berufen wurde. Zusätzlich war er Arzt in der Glasgow Royal Infirmary und von 1864 bis 1868 ein Herausgeber des Glasgow Medical Journal.
Simpson übernahm die Rolle des Herausgebers des Glasgow Medical Journals im April 1864 und führte die Zeitschrift trotz seiner vielfältigen Verpflichtungen als Arzt, Professor und in verschiedenen anderen Rollen bis in den April 1868 alleine. In den letzten zwei Jahren seiner Leitung wurde die Zeitschrift erstmals monatlich veröffentlicht, scheint aber gleichzeitig trotz einer erlesenen Auswahl von Autoren, existentiell bedroht gewesen zu sein. Kritik wurde an einem Mangel an aktuellen Themen geübt, und an dem immer-gleichen Stil. Die Zeitschrift wird nach einem Merger, 1956, mit dem Edinburgh Medical Journal als Scottish Medical Journal weitergeführt.
1875 heiratete Simpson Frances Adelaide Leister. 1898 zog er sich von der Professur zurück. Nach 26 Jahren im Amt bezeichnet ein Kritiker, Professor John Lenihan, Simpsons Beiträge zum Fach der Forensik als nicht vorhanden. Auch Kritiker bescheinigen seinem Nachfolger, John Glaister, deutlich mehr Engagement. Andere Stimmen bezeichnen Simpson als einen wichtigen Lehrer und fähigen Botaniker.

## Bibliographie

### Bücher
- 1892, Old Age

### Artikel
- An Address on Post-Graduate Possibilities. Delivered at the Opening of the Medical Classes in the University of Glasgow, October 25th, 1887,” The British Medical Journal, vol. 2, no. 1400 (1887): 927